# Sonata para violín n.º 2 (Beethoven)

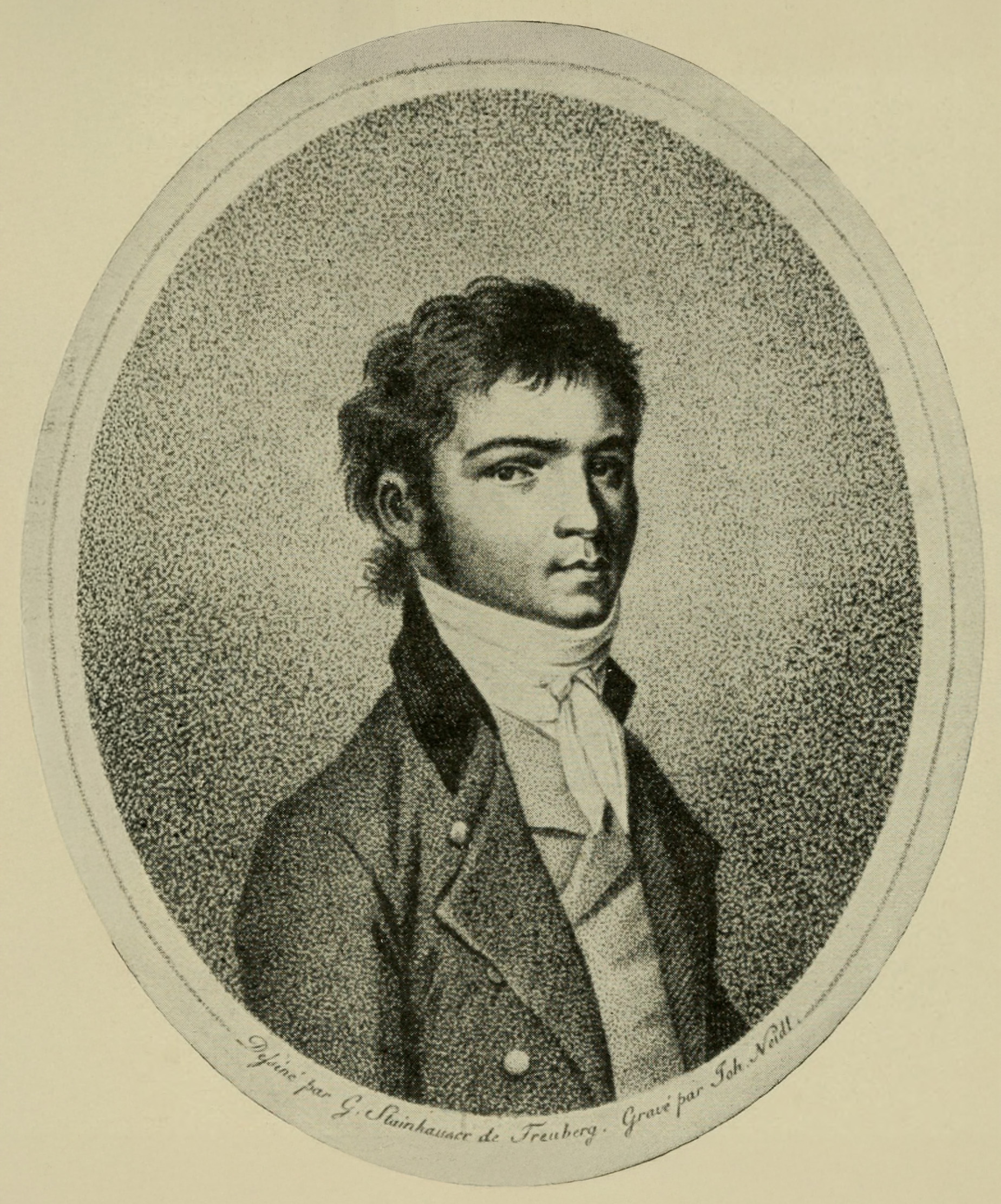
Beethoven en 1796.

La sonata para violín y piano n.° 2 en la mayor, Op. 12 n.° 2 es una pieza camerística compuesta por Ludwig van Beethoven entre 1797 y 1798. La partitura está dedicada a Antonio Salieri.

## Historia

### Composición
Las tres sonatas para violín y pianoforte que conforman el Opus 12 son las Sonatas n.º 1, n.º 2 y n.º 3. La composición de la primera sonata del conjunto se inició con los movimientos primero y segundo que probablemente se empezaron a escribir a finales de 1795, mientras que el resto del opus entre finales de 1796 y principios de 1798 y se finalizó como muy tarde en el verano de 1798. Se trata de obras muy tempranas, de una época en que Beethoven estaba estudiando con Joseph Haydn. Aún estaba formando su propia voz, poderosa y única, y escribía en un estilo clásico muy similar al de Mozart o Haydn. Cada sonata muestra una deuda con Mozart, en especial las dos primeras.

### Publicación

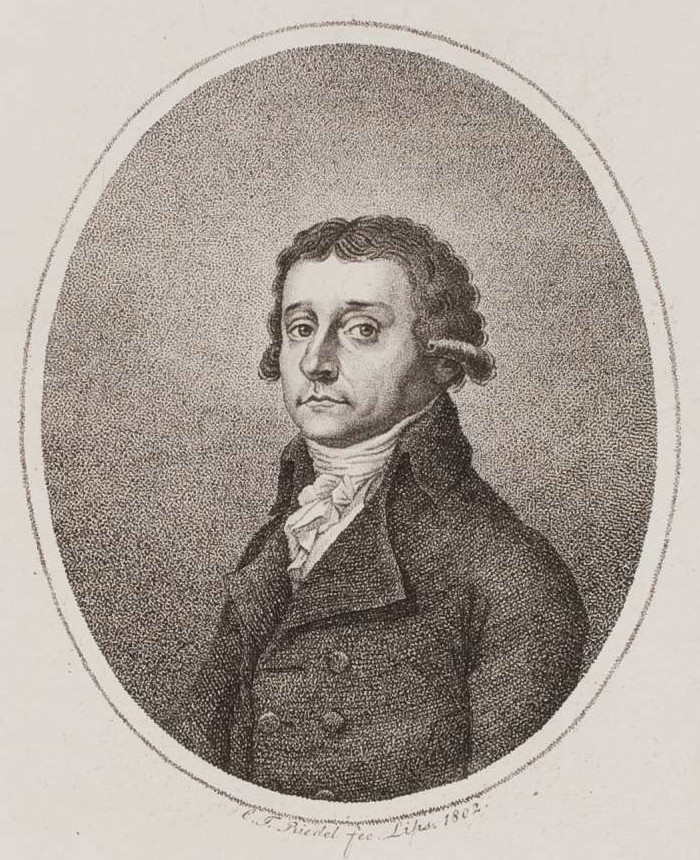
Antonio Salieri, dedicatario de la pieza.

La primera publicación de la pieza fue llevada a cabo por la editorial Artaria en enero de 1799 en Viena bajo el título "Tre Sonate per il Clavicembalo o Forte-Piano con un Violino" (Tres sonatas para clavicémbalo o pianoforte con un violín). En los albores del Clasicismo las sonatas para violín asignaban la mayor parte del material musical al instrumento de tecla, ya sea clavecín o pianoforte, mientras que la parte del violín tenía relativamente escaso interés e incluso podía ser omitida. Esta tradición explica porqué las piezas del Op. 12 fueron publicadas como "para clavicémbalo o fortepiano con un violín", si bien esta denominación ya no era apropiada por varias razones. El violín ostenta un papel destacado en las tres sonatas, al igual que ocurrió con el violonchelo en las Sonatas Op. 5. Por otra parte, la parte para tecla con todos sus sforzandi, crescendi y diminuendi, no se podía tocar de manera satisfactoria en un clavecín, que ya eran casi obsoletos en Viena.
La dedicatoria de todo el Op. 12 era para Antonio Salieri, compositor italiano que fue uno de sus maestros. Dado que Beethoven era muy cuidadoso a la hora de elegir a sus dedicatarios, puede sorprender la decisión de dedicar estas piezas a este popular compositor de óperas. Salieri era compositor de la corte imperial vienesa, Kapellmeister y durante un tiempo ostentó el cargo de presidente de la Sociedad de músicos (Tonkünstler-Societät). Todo ello le convertía en el músico más influyente en la Viena de aquel momento. Beethoven pensó que dedicarle música instrumental significativa sería un acierto, con la ventaja añadida de que era poco probable que provocara las críticas de un compositor especializado en ópera.

## Estructura y análisis
La sonata consta de tres movimientos:
- I. Allegro vivace, en la mayor 6
8
- II. Andante più tosto Allegretto, en la menor 2
4
- III. Allegro piacevole, en la mayor 3
4

La interpretación de esta obra dura aproximadamente 18 minutos. En sus sonatas para violín, Beethoven comenzó siguiendo a Wolfgang Amadeus Mozart, quien había comenzado a desarrollar la escritura para el violín con un acompañamiento igualitario del piano. También sigue el ejemplo de Mozart en el número y estructura de los movimientos. Las sonatas para violín de Beethoven se caracterizan por el diálogo entre piano y violín y conmocionaron al público contemporáneo, que hasta entonces sólo estaba acostumbrado a la música ligera, con el uso de síncopas, modulaciones y ritmos idiosincrásicos.

### I.Allegro vivace
El primer movimiento, Allegro vivace, está escrito en la tonalidad de la mayor, en compás de 6/8 y sigue la forma sonata. Empieza de forma suave con un tema animado que consiste en una figura repetitiva de dos notas que se procesa en el piano durante una octava y media, mientras el violín repite tresillos en el registro medio. El piano y el violín se intercambian y comparten el tema, así como el material relacionado con él. Un segundo tema, también de inclinación rítmica, aparece en el violín y luego en el piano. El material se repite y sigue un breve e interesante desarrollo. Los temas se repiten y, tras la aparición de elementos contrastantes, una coda breve y delicada cierra el movimiento.  La figura bitonal reaparece en la coda como clímax del movimiento. Por primera vez en la producción beethoveniana, la coda es más larga que el desarrollo y adquiere así el rango de un segundo desarrollo; además, la coda también desarrolla el tema.
El musicólogo Wolfgang Osthoff ve la estructura del comienzo del movimiento (4+4+2+2 compases) como “expresarse en tonos”.

### II.Andante più tosto Allegretto
El segundo movimiento, Andante più tosto Allegretto, está en la menor, en compás de 2/4 y adopta una forma ternaria siguiendo el patrón A-B-A'-Coda. Se caracteriza por un estado de ánimo serio y melancólico. Presenta una melodía reflexiva y encantadora. El tema se divide en frases de cuatro compases, cada una de las cuales es introducida por el piano antes de ser retomada por el violín. La primera sección se construye en torno a una melodía fluida, pero sin artificios, que finalmente pasa a ser propiedad exclusiva del violín, mientras que el piano ofrece un modesto acompañamiento en staccato. En la segunda mitad del movimiento el ambiente se oscurece, pero el material temático y la textura no se vuelven más complejos.

### III.Allegro piacevole
El tercer y último movimiento, Allegro piacevole, retoma la tonalidad inicial, el compás es 3/4 y responde a la forma rondó de estructura convencional. El Finale es un rondó cuyo tema recurrente es una alegre melodía silbante, con algunos amplios saltos interválicos y giros jocosos. El piano presenta el tema y el violín se une inmediatamente a la diversión. Intercalados con esto hay episodios de carácter muy similar; de hecho, el acompañamiento de la sección central no es más que la pequeña cadencia del compás final del tema principal. La melodía alternativa es una mezcla de dulzura y sentimentalismo. Beethoven se reserva otra broma para el final: Los instrumentos se mueven a través de una cadencia final que suena decisiva en plena colaboración, solamente para que el piano tenga la última palabra con una última nota "adicional".

## Recepción de la obra

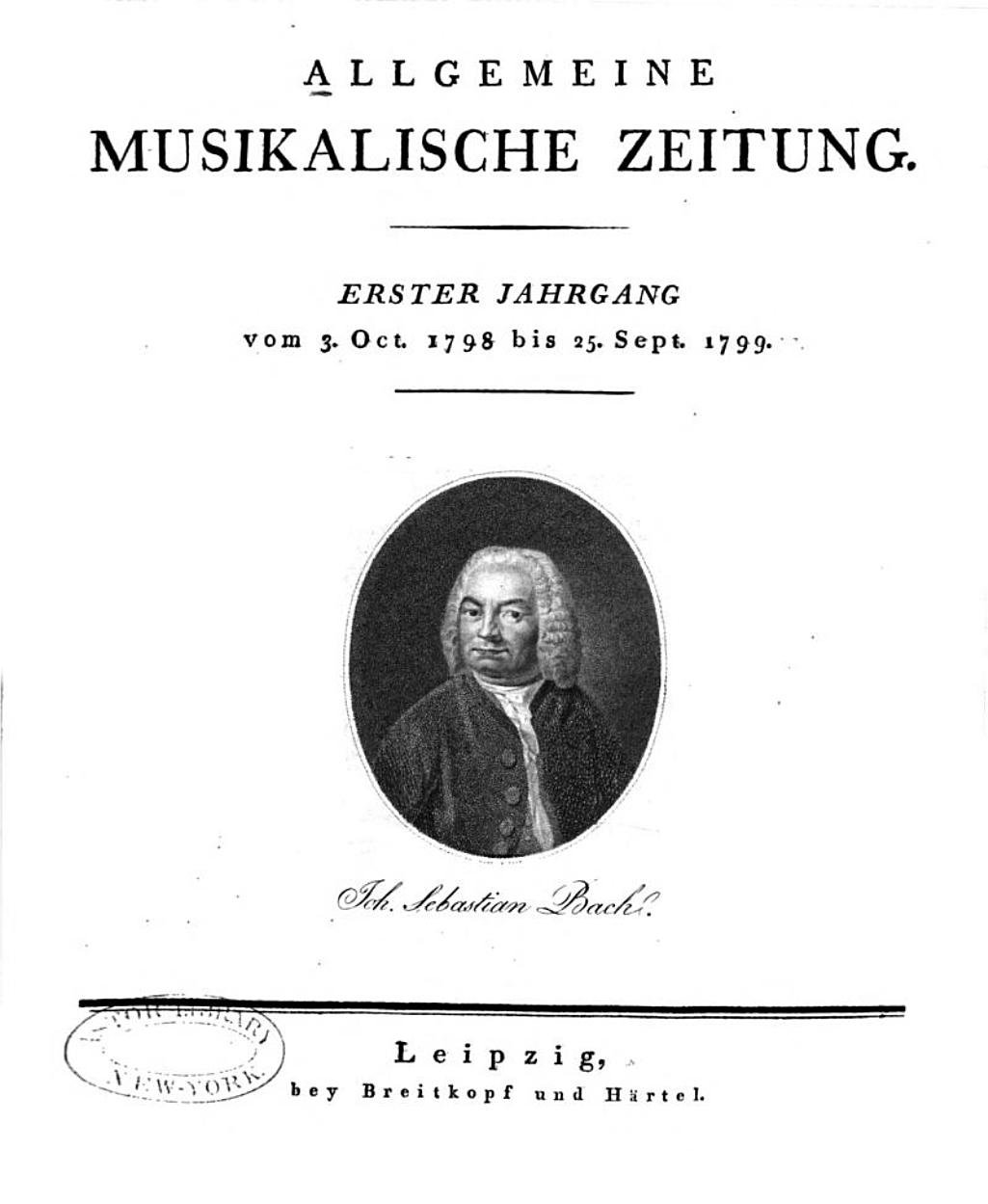
Allgemeine musikalische Zeitung I 1798-1799

La reacción de sorpresa del público ante las primeras sonatas para violín de Beethoven, se dice que incluso el dedicatario Antonio Salieri reaccionó alienado ante el novedoso estilo de la música. Esto se refleja en la crítica del Allgemeine musikalische Zeitung en 1799:

«Es innegable, Herr von Beethoven camina a su aire: ¡pero qué paseo tan extraño y laborioso! Aprendido, enseñado y siempre enseñado y ninguna naturaleza, ningún canto [...] Una obstinación por la que se siente poco interés, una búsqueda de modulaciones raras, un disgusto por la conexión ordinaria, una acumulación de dificultad sobre dificultad que hace perder la paciencia y la alegría en ello.»
Allgemeine musikalische Zeitung, 1799

El compositor Robert Schumann lo rebatió cuando escribió en Neue Zeitschrift für Musik en 1836:

«Sí, está en el curso de la naturaleza y en la naturaleza de las cosas. Mientras tanto, han pasado treinta y siete años: el nombre de Beethoven se ha desplegado como un girasol en el cielo, mientras que el crítico se encoge como una ortiga apagada en una buhardilla.»
- Robert Schumann: Neue Zeitschrift für Musik, 1836